# Champigny Hockey Club
 (août 2024).
Si vous disposez d'ouvrages ou d'articles de référence ou si vous connaissez des sites web de qualité traitant du thème abordé ici, merci de compléter l'article en donnant les références utiles à sa vérifiabilité et en les liant à la section « Notes et références ».
Le Champigny Hockey Club, anciennement surnommé les « Élans de Champigny », est un club français de hockey sur glace de Champigny-sur-Marne jouant en Division 3.

## Historique

Ancien logo

La Patinoire de Champigny-sur-Marne fut inaugurée en 1974. Le club est créé dans la foulée.

## Palmarès
- Champion de France D3 : 2005